# Araschnia melania
Araschnia melania är en fjärilsart som beskrevs av Charles Oberthür 1903. Araschnia melania ingår i släktet Araschnia och familjen praktfjärilar. Inga underarter finns listade i Catalogue of Life.